# NGC 2545
NGC 2545 is een balkspiraalstelsel in het sterrenbeeld Kreeft. Het hemelobject werd op 11 januari 1787 ontdekt door de Duits-Britse astronoom William Herschel.

## Synoniemen
- UGC 4287
- MCG 4-20-7
- ZWG 119.16
- IRAS08113+2130
- PGC 23086